# Пенинский-Оболенский, Иван Андреевич
Иван Андреевич Пенинский-Оболенский — князь, боярин князя Андрея Ивановича Верейского и Старицкого, воевода Ивана IV Васильевича Грозного.
Старший сын родоначальника князей Пенинских-Оболенский — Андрея Михайловича Оболенского.

## Биография
Боярин у князя Андрея Ивановича Верейского и Старицкого, брата великого князя Василия III Ивановича (1537). Когда князь Андрей Иванович был схвачен и привезён в Москву, то князь Иван Андреевич с братьями Юрьями — Большим и Меньшим, приговорены к смертной казни, но благодаря тому, что смертную казнь великий князь Иван IV Васильевич Грозный отдал для Богомольца своего, митрополита, то подвергся только пыткам, был окован и подвергся торговой казнью и посажен в тюрьму в наугольную башню.
Он с двумя братьями Юрьями, дали вклад в Троице-Сергиев монастырь, село Борноволково Переславского уезда, с деревнями, с тем, чтобы желающий из них, принять монашество — постричь, а по смерти всех похоронить в обители Святого Сергия (1526). Воевода в Муроме (1544). Постригся с именем Матвей.
Жена: Анна, в иночестве Александра († до 1547).
В Русской родословной книге князя Лобанова-Ростовского, указано, что он казнён († 1537)